# Cheetos

Logo przekąsek marki Cheetos

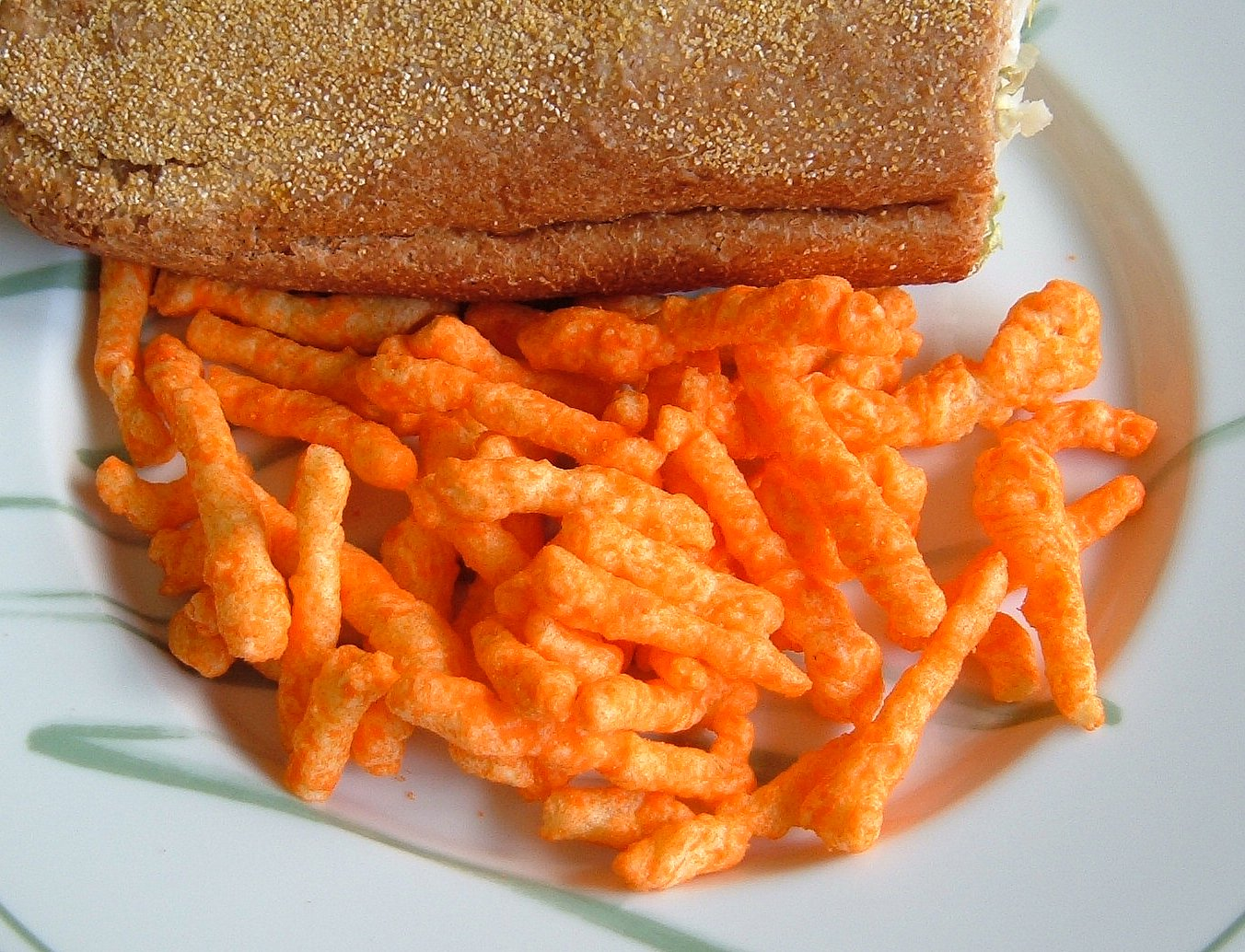
Cheetosy na talerzu, obok widoczna kanapka

Cheetos (wcześniej, do 1998 roku, znane jako Chee-tos) – marka chrupek kukurydzianych wytwarzanych przez Frito-Lay, spółkę zależną PepsiCo.
Nazwa cheetos pochodzi od angielskiego słowa cheetah, oznaczającego geparda (maskotką Cheetos jest właśnie gepard).

## Historia
Twórca Fritos, Charles Elmer Doolin, wynalazł Cheetos w 1948 roku i rozpoczął krajową dystrybucję w Stanach Zjednoczonych. Początkowy sukces Cheetos był czynnikiem przyczyniającym się do połączenia w 1961 roku The Frito Company i H.W. Lay & Company, w wyniku czego utworzono Frito-Lay. W 1965 roku Frito-Lay stała się spółką zależną The Pepsi-Cola Company, tworząc po połączeniu część koncernu PepsiCo, obecnego właściciela marki Cheetos.

## Znaczenie
Według danych z 2010 roku światowa sprzedaż Cheetos daje firmie PepsiCo przychody około 4 miliardów dolarów rocznie.

## Smaki
Produkty marki Cheetos w Polsce (stan na 2024 r.):
- Cheetos Cheese – chrupki o smaku żółtego sera
- Cheetos Ketchup – chrupki o smaku ketchupu
- Cheetos Spirals – chrupki o smaku serowo-ketchupowym
- Cheetos Pizza – chrupki o smaku pizzy
- Cheetos Green Onion – chrupki o smaku zielonej cebulki
- Cheetos Paprika – chrupki o smaku papryki
- Cheetos Peanut – chrupki orzechowe
- Cheetos Salty – chrupki solone
- Cheetos Fromage – chrupki o smaku Fromage
- Cheetos Hamburger -– chrupki o smaku hamburgera
- Cheetos Crunchos Sweet Chilli – chrupki o smaku "słodkie chilli"
- Cheetos Flamin'Hot – chrupki o smaku ostrych przypraw.